# Castello di Matinale
Das Castello di Matinale, oder Castello di Rudovaco, ist eine Burg aus dem 13. Jahrhundert in Cancello, einem Ortsteil von San Felice a Cancello in der italienischen Region Kampanien. Die Burg liegt auf einer Anhöhe am Eingang zum Valle di Suessola.

## Geschichte
Der Bau des Castello di Matinale wird Thomas II. von Aquin, Graf von Acerra, anlässlich seiner Hochzeit mit Margarethe von Staufen, einer illegitimen Tochter des Kaisers Friedrich II., vor 1247 zugeschrieben. Zur Mitgift der Braut gehörte das Lehen Suessola, zu dem der Weiler Cancello gehörte.
Örtlichen Sagen nach soll eine ursprüngliche langobardische Festung aus dem 9. Jahrhundert im Auftrag eines gewissen Rudovaco erbaut worden sein. Nach dessen Tod soll sie an den Grafen von Acerra, Cullezio, gefallen sein. Dieser wollte seine eigene Burg in Acerra durch einen unterirdischen Gang mit der in Cancello verbinden und verursachte dadurch den Einsturz der westlichen Seite; für eine Restaurierung konnte er nicht sorgen, weil er in einer Schlacht fiel. Die Burg wurde später vom Normannen Ramperto restauriert oder neu gebaut und erneut von den Grafen Mattaloni im 12. Jahrhundert.
In der Burg waren die Könige von Sizilien, Wilhelm I. (1131–1166) und Manfred (1232–1266), sowie die Herzöge von Rebursa, in der Zeit des Hauses Anjou König Ladislaus von Neapel und in der Zeit des Hauses Aragón die Carafas zu Gast.
Im 15. Jahrhundert wurde die Burg aufgegeben, da sie ihre militärische Funktion verloren hatte. Später war dort eine Osteria untergebracht und vermutlich eine Erzpriesterkirche, die San Tommaso geweiht war.
1799 richtete dort der französische General Jean-Étienne Championnet sein Hauptquartier ein und später wurde die Burg zu einem Unterschlupf für Räuber.
Anfang des 20. Jahrhunderts schenkte die Familie D’Aquino, Herzöge von Caramanico die Burg dem Baron Giovanni Barracco. 1943, im Zweiten Weltkrieg, war dort das alliierte Kommando untergebracht.

## Beschreibung
Die Burg hat einen quadratischen Grundriss mit quadratischen Ecktürmen und einen fünften Turm auf der Nordwestseite zum Schutz des Ausfalltores. Der höchste Turm misst 20 Meter. Gespreizte Fenster gibt es an den Türmen und an den Mauern.
Die Gebäude bestehen aus unsicherem Mauerwerk, die Ecken sind in Bossenwerkblöcken mit breiten, glatten Kanten ausgeführt und sind über 7 Meter hoch. Die Dicke der Mauern erreicht in den Türmen etwa 2,5 Meter.
Das Hauptzugangsportal liegt an der Südwestseite in der Nähe eines der Türme und hat eine doppelte Archivolte aus weißem Kalkstein mit Nuten für das Schiebetor und glattem Bossenwerk außen und Speerspitzenprofil darüber (analog zu den Toren der normannisch-staufischen Burgen, z. B. dem Castello di Bari und dem Castello di Gioia del Colle).
Innen teilt sich die Burg in vier Flügel mit je zwei Stockwerken und einen Innenhof. Die Räume haben verschiedenartige Decken (gespitzte Tonnengewölbe, Kreuzgewölbe oder Holzbögen). Heute ist nur noch der Südostflügel vollständig erhalten.